# Lajos Baróti
Baróti Lajos (ur. 19 sierpnia 1914 w Segedynie, zm. 23 grudnia 2005 w Budapeszcie) – trener piłkarskiej reprezentacji Węgier w latach 1957–1966 oraz 1975-1978.
Doprowadził Węgry do czterech finałów mistrzostw świata w latach 1958, 1962, 1966 i 1978. W finałach mistrzostw świata 1958 Węgry pokonały 4:0 Meksyk, zremisowały 1:1 z Walią i przegrały 1:2 ze Szwecją oraz, w decydującym o wyjściu z grupy meczu barażowym, 1:2 z Walią.
Podczas finałów mistrzostw świata 1962 Węgry pokonały Anglię 2:1, wygrały także z Bułgarią 6:1 oraz zremisowały z Argentyną 0:0, dzięki czemu wygrały grupę i awansowały do ćwierćfinału. Tam jednak Węgry uległy późniejszym wicemistrzom Czechosłowacji 0:1 i odpadły z turnieju.
W finałach mistrzostwa świata 1966 Węgry przegrały 1:3 z Portugalią, pokonały drużyny Brazylii (3:1) oraz Bułgarię (także 3:1) awansując do ćwierćfinału. Tym razem musieli uznać wyższość piłkarzy ZSRR przegrywając 1:2 i odpadając z turnieju.
W latach 1970–1972 pracował z reprezentacją Peru, a od 1975 ponownie został selekcjonerem reprezentacji Węgier, z którą awansował do finałów mistrzostw świata 1978. Podczas turnieju w Argentynie był najstarszym trenerem (miał 64 lata), ale jego piłkarze przegrali wszystkie trzy mecze z Argentyną, Włochami i Francją po 1:2.